# Дискографія Slayer

### Студійні альбоми
| 1983                          | Show No Mercy - Дата релізу: 3 грудня 1983 - Лейбл: Metal Blade (MB #71034-4) - Формат: CD, CS, LP       | —  | —  | —  | —  | —  | —  | —  | —  | —  | —  | —  | —  |                                                       |
| 1985                          | Hell Awaits - Дата релізу: 16 вересня 1985 - Лейбл: Metal Blade (MB #1040) - Формат: CD, CS, LP          | —  | —  | —  | —  | —  | —  | —  | —  | —  | —  | —  | —  |                                                       |
| 1986                          | Reign in Blood - Дата релізу: 7 жовтня 1986 - Лейбл: Def Jam (DJ #924131 2) - Формат: CD, CS, LP         | 94 | —  | —  | —  | —  | —  | —  | —  | —  | —  | —  | —  | США: Золотий                                          |
| 1988                          | South of Heaven - Дата релізу: 5 липня 1988 - Лейбл: Def Jam (DJ #828 080-1) - Формат: CD, CS, LP        | 57 | —  | —  | —  | —  | —  | —  | —  | —  | 50 | —  | 25 | США: Золотий Канада: Золотий Велика Британія: Срібний |
| 1990                          | Seasons in the Abyss - Дата релізу: 9 серпня 1990 - Лейбл: American (AR #846 871-2) - Формат: CD, CS, LP | 40 | —  | 29 | —  | —  | —  | —  | —  | —  | 47 | —  | 18 | США: Золотий Канада: Золотий                          |
| 1994                          | Divine Intervention - Дата релізу: 27 вересня 1994 - Лейбл: American (AR #491802 2) - Формат: CD, CS     | 8  | —  | 22 | —  | —  | —  | 18 | 31 | 20 | 10 | 15 | 15 | США: Золотий Канада: Золотий                          |
| 1998                          | Diabolus in Musica - Дата релізу: 9 червня 1998 - Лейбл: American (AR #491302 2) - Формат: CD, CS        | 31 | —  | 40 | 23 | 18 | 23 | 32 | 52 | 15 | 29 | —  | 27 |                                                       |
| 2001                          | God Hates Us All - Дата релізу: 11 вересня 2001 - Лейбл: American (AR #586 331-2) - Формат: CD           | 28 | 15 | 31 | 16 | 12 | 25 | 9  | 30 | 35 | 18 | 44 | 31 |                                                       |
| 2006                          | Christ Illusion - Дата релізу: 6 серпня 2006 - Лейбл: American (AR #9362-44300-2) - Формат: CD, LP       | 5  | 9  | 6  | 19 | 2  | 52 | 2  | 8  | 10 | 4  | 11 | 23 |                                                       |
| 2009                          | World Painted Blood - Дата релізу: 3 листопада 2009 - Лейбл: American - Формат: CD, LP                   | 12 | 9  | 13 | —  | 12 | 28 | 7  | 15 | 16 | 21 | —  | 41 |                                                       |
| 2015                          | Repentless - Дата релізу: 11 вересня 2015 - Лейбл: Nuclear Blast - Формат: CD, LP                        | 4  | 3  | 6  | —  | 3  | 7  | 1  | 2  | 8  | 5  | —  | 11 |                                                       |
| «—» реліз відсутній у чартах. | |    |    |    |    |    |    |    |    |    |    |    |    |                                                       |

### Збіркикавер-версій
| Рік  | Інформація про альбом                                                                                         | Позиція в чартах | Позиція в чартах | Позиція в чартах | Позиція в чартах | Позиція в чартах | Позиція в чартах | Позиція в чартах | Позиція в чартах | Позиція в чартах | Позиція в чартах |
| Рік  | Інформація про альбом                                                                                         | USA              | GBR              | AUT              | FRA              | NLD              | BEL              | SWE              | FIN              | NZ               | GBR              |
| ---- | --- | ---------------- | ---------------- | ---------------- | ---------------- | ---------------- | ---------------- | ---------------- | ---------------- | ---------------- | ---------------- |
| 1996 | Undisputed Attitude - Дата релізу: 28 травня, 1996 - Лейбл: American (AR #74321 35759 2) - Формат: CD, CS, LP | 34               | 31               | 43               | 43               | 33               | 38               | 20               | 27               | 22               | 31               |

### Концертні альбоми
| Рік                           | Інформація про альбом                                                                                      | Позиція в чартах | Позиція в чартах |
| Рік                           | Інформація про альбом                                                                                      | USA              | GBR              |
| ----------------------------- | --- | ---------------- | ---------------- |
| 1985                          | Live Undead - Дата виходу: 16 листопада, 1984 - Лейбл: Metal Blade (MB #3984-14033-2) - Формат: CD, CS, LP | —                | —                |
| 1991                          | Decade of Aggression - Дата виходу: 22 жовтня, 1991 - Лейбл: American (AR #491801 2) - Формат: CD, CS, LP  | 55               | 29               |
| «—» реліз відсутній у чартах. | |                  |                  |

### Міні-альбоми
| Рік                           | Інформація про альбом                                                                                 | Позиція в чартах | Позиція в чартах | Позиція в чартах | Позиція в чартах |
| Рік                           | Інформація про альбом                                                                                 | DEN              | FIN              | SWE              | SWI              |
| ----------------------------- | --- | ---------------- | ---------------- | ---------------- | ---------------- |
| 1984                          | Haunting the Chapel - Дата виходу: 4 серпня, 1984 - Лейбл: Metal Blade (MB #71083-1) - Формат: CD, CS | —                | —                | —                | —                |
| 2006                          | Eternal Pyre - Дата виходу: 6 червня, 2006 - Лейбл: American (AR #5439156852) - Формат: CD            | 3                | 2                | 48               | 88               |
| «—» реліз відсутній у чартах. | |                  |                  |                  |                  |

### Збірки
| Рік  | Інформація про альбом                                                                                             |
| ---- | --- |
| 2003 | Soundtrack to the Apocalypse - Дата виходу: 25 листопада, 2003 - Лейбел: American (AR #0001637) - Формат: CD, DVD |

### Сингли
| Рік                           | Пісня                  | Позиція в чартах | Позиція в чартах | Альбом               |
| Рік                           | Пісня                  | DEN              | GBR              | Альбом               |
| ----------------------------- | ---------------------- | ---------------- | ---------------- | -------------------- |
| 1983                          | «Black Magic»          | —                | —                | Show No Mercy        |
| 1985                          | «Hell Awaits»          | —                | —                | Hell Awaits          |
| 1986                          | «Raining Blood»        | —                | —                | Reign in Blood       |
| 1986                          | «Angel of Death»       | —                | —                | Reign in Blood       |
| 1986                          | «Necrophobic»          | —                | —                | Reign in Blood       |
| 1987                          | «Criminally Insane»    | —                | 64               | Reign in Blood       |
| 1988                          | «South of Heaven»      | —                | —                | South of Heaven      |
| 1988                          | «Mandatory Suicide»    | —                | —                | South of Heaven      |
| 1990                          | «War Ensemble»         | —                | —                | Seasons in the Abyss |
| 1990                          | «Dead Skin Mask»       | —                | —                | Seasons in the Abyss |
| 1990                          | «Spirit in Black»      | —                | —                | Seasons in the Abyss |
| 1991                          | «Seasons in the Abyss» | —                | —                | Seasons in the Abyss |
| 1994                          | «Dittohead»            | —                | —                | Divine Intervention  |
| 1995                          | «Serenity in Murder»   | —                | 50               | Divine Intervention  |
| 1996                          | «I Hate You»           | —                | —                | Undisputed Attitude  |
| 1998                          | «Stain of Mind»        | —                | —                | Diabolus in Musica   |
| 2001                          | «Bloodline»            | —                | —                | God Hates Us All     |
| 2001                          | «Disciple»             | —                | —                | God Hates Us All     |
| 2006                          | «Cult»                 | —                | —                | Christ Illusion      |
| 2006                          | «Eyes of the Insane»   | 15               | 97               | Christ Illusion      |
| 2006                          | «Jihad»                | —                | —                | Christ Illusion      |
| 2009                          | «Psychopathy Red»      | —                | —                |                      |
| «—» реліз відсутній у чартах. |                        |                  |                  |                      |

### Саундтреки
| Рік  | Пісня                    | Альбом                                          | Інше |
| ---- | ------------------------ | ----------------------------------------------- | --- |
| 1986 | «Captor of Sin»          | Саундтрек-альбом River's Edge                   | Вперше з'явилася в альбомі Haunting the Chapel.                                                                  |
| 1986 | «Tormentor»              | Саундтрек-альбом River's Edge                   | Вперше з'явилася в альбомі Show No Mercy.                                                                        |
| 1986 | «Evil Has No Boundaries» | Саундтрек-альбом River's Edge                   | Вперше з'явилася в альбомі Show No Mercy.                                                                        |
| 1986 | «Die by the Sword»       | Саундтрек-альбом River's Edge                   | Вперше з'явилася в альбомі Show No Mercy.                                                                        |
| 1987 | «In-A-Gadda-Da-Vida»     | Саундтрек-альбом Less Than Zero                 | Кавер-серсія пісні гурту Iron Butterfly.                                                                         |
| 1990 | «Angel of Death»         | Саундтрек-альбом Gremlins 2: The New Batch      | Вперше з'явилася в альбомі Reign in Blood                                                                        |
| 1993 | «Disorder»               | Саундтрек-альбом Judgement Night                | Разом з Ice-T. Кавер-серсія пісні гурту The Exploited. Пізніше з'явилася в альбомі Soundtrack to the Apocalypse. |
| 1996 | «Epidemic»               | Саундтрек-альбом The Perfect Woman              | Вперше з'явилася в альбомі Reign in Blood                                                                        |
| 1997 | «No Remorse»             | Саундтрек-альбом Spawn                          | Разом з Atari Teenage Riot. Пізніше з'явилася в альбомі Soundtrack to the Apocalypse.                            |
| 1998 | «Human Disease»          | Саундтрек-альбом Bride of Chucky                | Пізніше з'явилася в альбомі Soundtrack to the Apocalypse.                                                        |
| 1999 | «Here Comes the Pain»    | WCW Mayhem: The Music                           | Також з'явилася в альбомі God Hates Us All.                                                                      |
| 2000 | «Hand of Doom»           | Nativity in Black II                            | Кавер-серсія пісні гурту Black Sabbath.                                                                          |
| 2000 | «Spirit in Black»        | Саундтрек-альбом Book of Shadows: Blair Witch 2 | Ексклюзивно для цього саундтрек-альбому.                                                                         |
| 2000 | «Bloodline»              | Саундтрек-альбом Dracula 2000                   | Ексклюзивно для цього саундтрек-альбому.                                                                         |
| 2000 | «Angel Of Death»         | Саундтрек-альбом Mrs. Death 2: Hells Fury       | |
| 2002 | «Born to Be Wild»        | NASCAR: Crank It Up                             | Кавер-серсія пісні гурту Steppenwolf.                                                                            |
| 2002 | «Angel of Death»         | Саундтрек-альбом Jackass: The Movie             | |
| 2003 | «Divine Intervention»    | Саундтрек-альбом Haggard: The Movie             | Вперше з'явилася в альбомі Divine Intervention                                                                   |
| 2004 | «Warzone»                | UFC: Ultimate Beat Downs, Vol. 1                | Вперше з'явилася в альбомі God Hates Us All.                                                                     |
| 2006 | «Spill the Blood»        | Саундтрек-альбом Jackass Number Two             | Вперше з'явилася в альбомі South of Heaven                                                                       |
| 2006 | «Eyes of the Insane»     | Саундтрек-альбом Saw III                        | Вперше з'явилася в альбомі Christ Illusion.                                                                      |

### Музичні відео
| Рік  | Назва                  | Режисер          |
| ---- | ---------------------- | ---------------- |
| 1987 | «Criminally Insane»    | Деан Карр        |
| 1988 | «South of Heaven»      | Ді Пугліа Герард |
| 1990 | «Seasons in the Abyss» | Ді Пугліа Герард |
| 1994 | «Dittohead»            | Джон Реісс       |
| 1994 | «Killing Fields»       | Ді Пугліа Герард |
| 1995 | «Serenity in Murder»   | Ді Пугліа Герард |
| 1996 | «I Hate You»           | Ді Пугліа Герард |
| 2001 | «Bloodline»            | Еван Бернард     |
| 2006 | «Eyes of the Insane»   | Тоні Петроссіан  |

### Концертні альбоми (відео)
| Рік                           | Інформація про альбом                                                                                 | Позиція в чартах | Сертифікація |
| ----------------------------- | --- | ---------------- | ------------ |
| 1995                          | Live Intrusion - Дата виходу: 31 жовтня, 1995 - Лейбл: American (AR #slay 001v) - Формат: VHS, DVD    | —                |              |
| 2003                          | War at the Warfield - Дата виходу: 29 липня, 2003 - Лейбл: American (AR #440 063 690-9) - Формат: DVD | 3                | Золотий      |
| 2004                          | Still Reigning - Дата виходу: 26 жовтня, 2004 - Лейбл: American (AR #B0003529-09) - Формат: DVD       | 7                | Золотий      |
| 2007                          | The Unholy Alliance - Дата виходу: 2 жовтня, 2007 - Лейбл: American (AR #713925) - Формат: DVD        | —                |              |
| «—» реліз відсутній у чартах. | |                  |              |